# Наречений з all inclusive
«Наречений з all inclusive» (фр. La vie pour de vrai) — франко-бельгійська комедія режисера Дені Буна, яка вийшла на екрани у 2023 році.

## Сюжет
Усе своє життя Трідан Лагаш (Дені Бун) провів у мексиканському готелі «Club Med», який кожні вісім днів прощався зі своїми новими і новими друзями, які приїжджали на курорт на відпочинок з батьками. У 50 років він вперше в житті він покидає готель, де власне і народився. Через 42 роки він сповнений рішучості возз'єднатися зі своєю великою любов'ю дитинства Віолеттою (Валері Круз). Їм було по 8 років, коли Трідан та Віолетта зустрілися та покохали одне одного. Він прибуває до Парижа, наївний і розгублений, але щасливий, що його приймає Луї (Кад Мерад), зведений брат, про існування якого він не знав. Щоб позбутися Трідана, який претендує на квартиру — спадок спільного батька, Луї просить одну зі своїх подружок, Роксану (Шарлотта Генсбур), прикинутися Віолеттою, яку Трідан має впізнати з першого погляду.

## Технічні деталі
- Оригінальна назва: La vie pour de vrai
- Режисура та сценарій: Дені Бун
- музика: Александр Леклюз
- Декоратор: П'єр Ренсон
- Костюми: Летиція Буі
- Оператор: Глінн Спекерт
- Монтаж: Елоді Кодаччоні
- Звук: Хассан Камрані, Гортенз Бейлі та Томас Годер
- Продюсер: Жером Сейду
  - Співпродюсер: Дені Бун і Ардаван Сафаї
- Виробничі компанії: Pathé, Artémis Productions, Tax Shelter Éthique і 26 Db Productions
- Дистриб'юторські компанії: Pathé
- Країна виробництва : Франція і  Бельгія

- Бюджет: від 23 до 31,3 мільйона євро[9][10]
- Мова оригіналу: французька
- Формат: колір — 2,35:1
- Жанр: комедія
- Тривалість: 110 хвилин
- Дати випуску:
  - Франція: 19 квітня 2023 року
  - Україна: 10 серпня 2023 року

## У ролях
| Актор            | Роль                         |
| ---------------- | ---------------------------- |
| Дені Бун         | Трідан Лагаш                 |
| Шарлотта Генсбур | Роксана                      |
| Кад Мерад        | Луї                          |
| Максим Гастей    | Дідьє Лагаш                  |
| Керолайн Англейд | Франсуаза Лагаш, молода      |
| Аврора Клемент   | Франсуаза Лагаш у 70 років   |
| Гаель Раес       | Тридан у 8 років             |
| Тетяна Гуссеф    | Крістель, менеджер Pure Café |
| Матьє Маденян    | нелегальний таксист          |
| Валері Крузе:    | Віолетта Шарме               |
| Таня Гарбарська  | інша Віолетта Шарме          |
| Керол Брана      | мати Віолетти                |
| Сара Бун         | Хелена, дівчина з літака     |
| Антуан Шумський  | жандарм                      |
| Фредерік Клу     | клієнт таксі                 |

## Фільмування

### Ідея
Ідея фільму ґрунтується на особистому досвіді режисера. У 2017 році Дені Бун з дітьми поїхав у клуб відпочинку. Там він познайомився з молодим співробітником готелю, який був «менш відвертим», ніж його герой у фільмі, і розповів, що у готелі познайомилися його батьки, він народився у готелі і у віці 18 років він теж став працівником у готелі: «Я подумав, що це може стати гарною відправною точкою [для сценарію]».

### Розподіл ролей
Якщо для Дені Буна рішення взяти на себе одну з головних ролей у своєму фільмі було звичним, то вибір Шарлотти Генсбур був більш несподіваним. Побачивши фільм «8 Rue de l'Humanité» на платформі Netflix, Генсбур була настільки захоплена стрічкою, що зв'язалася з режисером, щоб повідомити йому, що вона хотіла б знятися в одному з його наступних творінь.
Le fait d’appeler un réalisateur n’est pas fréquent de ma part. Je l’ai fait avec Roman Polanski, ça n’a pas marché. Je l’ai fait avec mon idole, Maurice Pialat, ça n’a pas marché non plus. C’est tout.— Charlotte Gainsbourg
Що стосується вибору Када Мерада, то він вважає, що його інтеграція в проєкт пов'язана з його зустріччю з Дені Буном у грудні 2021 року. Не те щоб вони були в поганих стосунках, але вони знову зустрілися в Ліллі на благодійному шоу: «Я був радий знову його побачити».

### Зйомки
Знімали фільм у травні 2022 року у Франції, Бельгії та Італії.

## Відгуки

### Критика
Французький сайт Allociné поставив фільму оцінку 2,8⁄5 проаналізувавши 26 відгуків у пресі.
За словами Кароліни Віє (20 Minutes), «очевидне товариство, яке об'єднує актора-режисера з його партнерами, є головною перевагою цієї фантазії, розрахованої на дуже широку аудиторію, оскільки вона позбавлена будь-якого злого умислу».
За словами Барбари Теате та Стефані Бельпеш (Le Journal du dimanche), восьмий фільм Дені Буна — це «веселе зіткнення культур з відвертим, але ніколи не дурним антигероєм».
Для Софі Грассен (L'Obs) восьмий повнометражний фільм Дені Буна — це «ляпас соціальним мережам», з «кумедними епізодами». Його фільм також має «віддалений присмак „Prête-moi ta main“ (Еріка Лартіґо)» та «відшліфований образ»; «Бун досягає успіху в новому для нього жанрі „Романтичної комедії“, куди Генсбур привносить сміливість, м'якість і фейлетонність».
Для Крістофа Карона (La Voix du Nord) дует Бун і Мерад працює так само добре, як і раніше, але тріо, утворене з Шарлоттою Генсбур, уникає «випробування надмірністю». В результаті вийшла «добра комедія, яка оспівує доброту», з жартами, що «непереборно нагадують дует Бурвіль-де Фюнес».
Для Янніка Велі (Paris Match), «La Vie Pour De Vrai не намагається бути оригінальним, але це майже все на краще». Критик менш впевнений у доречності пригод поза межами тріо і вітає зв'язок між двома друзями.
Більш негативний відгук, Тьєррі Шез для Première : «Ми знаємо, що Дені Бун комфортно грає цих наївних персонажів з великим серцем».
У тому ж дусі Ліно Кассінат (Écran Large) підсумовує свою статтю наступним чином: «Нездатний показати будь-яку правду людських почуттів чи стосунків, і, перш за все, неспроможний спровокувати найменше тремтіння губ, „La Vie Pour De Vrai“ — це довге, тяжке та ганебне випробування, яке змушує вас захотіти вбити себе… по-справжньому».

### Каса
У перший день прокату у Франції «Наречений з all inclusive» подивилось 80 254 відвідувачів, з них 39 129 — на допрем'єрних показах, загалом на 2 296 сеансах. Враховуючи допрем'єрні покази цього першого дня, фільм посідає перше місце в бокс-офісі нових фільмів за перший день прем'єри, випередивши «Повстання зловісних мерців» (39,591).
Після першого тижня прокату у французьких кінотеатрах було продано 423 667 квитків, що дозволило фільму посісти третє місце за касовими зборами, поступившись «Трьом мушкетерам: Д'Артаньян» (583 506) і випередивши «Підземелля і дракони: Честь злодіїв» (314 725).
Наступного тижня фільм посів четверте місце у французькому тижневому бокс-офісі, зібравши додатково 196 249 глядачів, поступившись «Підземелля і дракони: Честь злодіїв» (251 319) і випередивши французьку новинку «Весілля тільки для своїх» (178 545).